# Brutesco
Brutesco (de "bruto" + "-esco", através do adjectivo brutesco, no sentido de "tosco; semelhante ao que sai da natureza") é a designação dada ao estilo pictórico e escultórico onde predomina a representação artística de figuras de animais, entrelaçados entre folhagens, flores, grutas, penhascos ou paisagens agrestes. Foi muito popular no século XVII, com importantes cultores em Portugal e Espanha. A maior expressão do estilo aparece na pintura mural decorativa derivada das grottescherie italianas maneiristas, que em Portugal assumiram traços originais e se praticaram intensamente em especial para decoração de tectos, como o teto da Igreja dos Teatinos da Divina Providência, e tetos da Igreja de São Luís dos Franceses, pintados pelo artista Gabriel del Barco. As pinturas do brutesco tinham temas de ordem religiosa Cristã e Mariana. 
Principalmente em Portugal, o estilo brutesco foi adotado nos azulejos, muito usados para ornamentos nesse país. A pintura de azulejos em Portugal era muito comum a partir do século XVII, a arte ornamental agradou o gosto nacional da metrópole quanto de sua colônias. O estilo estava quase sempre associado ao Barroco, dentro de igrejas cobertas de ouro, arte tipica barroca.
Alguns dos pintores que exploraram o estilo foram: Gabriel del Barco, que pintou o teto da  Capela de S. João Baptista na Quinta de Nossa Senhora da Conceição, em Barcarena. Pintou também o teto da Igreja de S. Mamede de Évora, Lourenço Nunes Varela, que juntamente com Miguel dos Santos decorou o teto da parte mais baixa do Mosteiro de Santa Marta, em Lisboa. Os mesmos dois artistas se juntaram a Amaro Pinheiro, e em 1699, pintaram o teto da Igreja de S. Miguel de Alfama. Outros expoentes entre pinturas de azulejos ou pinturas a óleo e têmpera foram António Pereira Ravasco, António de Oliveira Bernardes, Raimundo Couto, e Manuel Ramos, este ultimo utilizava tinta a óleo e aplicou o estilo brutesco cobrindo todas as paredes da capela da Igreja do Salvador, em Coimbra, com azulejos decorados em em brutesco. 
O estilo brutesco de pintar azulejos estava fortemente associado às pinturas a óleo antes realizadas. No período em que é utilizado, o estilo representa uma experimentação dos artistas locais, também como forma de resistência à dominação espanhola por meio de uma arte original. Os azulejos decorados se tornaram importante na arte portuguesa principalmente nas regiões não dominadas, e até mesmo em suas colônias. No Brasil, a Igreja de Tiradentes, em Minas Gerais é um exemplo de arte brutesca em contato com o barroco, trazendo nova dinâmica e perspectiva ao local.